# Saison 1 de Commissaire Moulin

Cet article présente la liste des différents épisodes de la première saison de la série télévisée Commissaire Moulin.

## Épisodes

### Épisode 1
Jean-Claude Dauphin

Nelly Benedetti

Jacques Berthier

Henri Labussière

Edmond Beauchamp

### Épisode 2
Michel Beaune

### Épisode 3
Pierre Vernier

### Épisode 4
Paul Crauchet

### Épisode 5
Jean Franval

### Épisode 6
Vernon Dobtcheff

Bernard Alane

Gérard Darrieu

Diane Kurys

Michel Peyrelon

Henri-Jacques Huet

Jacques Ebner

### Épisode 7
Tsilla Chelton

### Épisode 8
Jean-Claude Bouillaud

### Épisode 9
Michel Auclair

Maureen Kerwin

Jean-René Gossart

### Épisode 11
Véronique Jannot

### Épisode 12
Olga Georges-Picot

### Épisode 13
Michèle Baumgartner